# Hung Gar
Lo Hung Gar (洪家拳  o  abbreviato hung kuen, o Hung Ga, o Hongjiaquan in pinyin, pugno della famiglia Hung) è uno stile di kung fu, classificato come Nanquan. È uno dei Guangdong wu daming quan (cinque nomi importanti di pugilato del Guangdong).

## Storia dello stile
La nascita dello stile Hung Gar, che letteralmente significa "Stile della famiglia Hung", va fatta risalire al 1700 d.C., all'epoca della distruzione di un monastero shaolin del sud, Fu Jian Potin. Da questo riuscirono a salvarsi sette monaci i quali, secondo la leggenda, cominciarono a diffondere l'arte marziale del Kung Fu. In particolare uno di loro, Zhi Shan, conosciuto anche con il nome di Ji Sin Sim See, rifugiatosi nella "Fossa delle tigri", un monastero Shaolinsi del sud, trasmette le sue tecniche al mercante Hung Hei-gung. È con lui che si ha la nascita dello stile Hung Gar, decide infatti di codificare gli insegnamenti di Zhi Shan in quella che ricordiamo come la prima vera forma dello stile, la Gung Ji Fook Fu Kuen. Questa, sebbene sia la prima, viene usata tuttora dai maestri per testare il livello raggiunto dagli allievi, anche di quelli più esperti. La storia dell'Hung Gar continua con Luk Ah-choy e Wong Kay-ying, che si dice facessero parte del gruppo delle 10 tigri (GuangDong Sup Fu). A questi segue Wong Fei-hung, un maestro di grande importanza non solo per aver combattuto nella Prima Guerra dell'Oppio, ma soprattutto per aver posto le basi della scuola. Suo contemporaneo è Tid Kiu San ("avambraccio di ferro"), che viene ricordato per aver ideato la Tid Sin Kuen, la forma del filo di ferro, l'ultima dello stile. Con Lam Sai-wing però ci si discosta da questa corrente più antica e viene introdotta una nuova forma, la Mui Fa Kuen ("Forma del fiore di prugno"). Questa viene insegnata agli allievi che si avvicinano per la prima volta all'Hung Gar, in modo da indirizzarli verso l'acquisizione delle posture principali. La successione dei maestri prosegue con Lam Jo, Chiu Kao, Wong Lee e Chan Hon-chung, ultimi granmaestri universalmente riconosciuti da tutti i praticanti di Hung Gar.

## Genealogia dei maestri

### Tamo
Conosciuto soprattutto come Bodhidharma o anche Daruma in Giapponese, era considerato da molti come un Bodhisathva, ovvero un essere illuminato che aveva rinunciato al nirvana per salvare l'umanità. Giunse in Cina fra il 526 e il 527 d.C. e si trasferì al tempio di Shaolin nella provincia di Henan, dove trascorse il resto della sua vita. Quando Ta Mo giunse al tempio, si accorse delle cattive condizioni fisiche dei monaci, dovute alla loro mancanza di esercizio fisico. Fu così turbato dalla gravità del problema che si ritirò a meditare in una grotta per nove anni (secondo altre fonti vi rimase per sette). In questo periodo scrisse due libri, ma solo il primo, lo "I Chin Ching" (Libro sui movimenti dei tendini e dei muscoli), è giunto fino a noi. È ritenuto il patriarca dello Kung Fu di Shaolin e del Buddhismo Chán.

### Ji Sim
Il bonzo Ji Sim (至善禅师 in Pinyin Zhishan Chanshi) fu abate del monastero di Shaolin del Sud verso la fine del Settecento. Esperto nelle tecniche dure della tigre (fu jow), trasmise le sue conoscenze a Hung Hei-gung e Luk Ah-choy. Fu lui il creatore della forma Gung Ji Fook Fu Kuen.

### Hung Hei-gung (1745-1825)
Il vero nome era Jyu. Egli era un lontano discendente del principe Leung della famiglia Ming. È il fondatore dello stile, acerrimo nemico dei Manchu, e grande combattente. Istruì un vasto numero di valorosi ribelli allo scopo di sovvertire il governo Ching.

### Wong Tai
Discepolo diretto di Luk Ah-choy ed esperto erborista istruì il figlio nell'arte del Kung Fu.

### Wong Kay-ying
Nacque all'inizio del XIX secolo. Sin da piccolo imparò il Kung Fu dal padre e dal suo maestro Luk Ah-choy con i quali praticò per oltre dieci anni. Con queste conoscenze divenne istruttore della fanteria militare di Canton, inoltre, grazie ai soldi guadagnati nel corso di quegli anni, poté aprire un negozio di erboristeria dove insegnava anche il suo kung fu. Questo locale si chiamava Bao Chi Lam.

### Wong Fei-hung (1847-1924)
Combattente d'eccezione viene annoverato tra le dieci tigri di Canton ovvero tra i migliori maestri di tutta la Cina. Sviluppò notevolmente lo stile tanto da essere soprannominato il “padre dell'odierno Hung Gar”. Egli apprese dal maestro Tid Kiu-sam una forma per sviluppare l'energia interna (Qi/Hei) detta Tid Sin Kuen che introdusse nel sistema. Wong sviluppò inoltre la forma Fu Hok Seung Ying Kuen introducendo i principi respiratori del filo di ferro e ampliando il repertorio originale tramandato dai tempi di Hung Hei-gung. Molto più tardi creò la forma dei cinque animali (Ng Ying Kuen), simile alla Fu Hok ma con l'aggiunta delle tecniche del serpente e del leopardo. Si dedicò per tutta la vita al kung fu e alla medicina cinese ed ebbe molti allievi tra cui Lam Sai-wing e Tang Fong.

### Lam Sai-wing (1860-1943)
Maestro di porta di questo secolo, durante la sua anzianità egli ebbe una profonda ispirazione che lo portò a riesaminare tutto il repertorio dello stile apportandovi numerose modifiche ed eliminando tutto ciò che era “inadatto” ai tempi moderni, questa è stata probabilmente la causa che ha originato numerose differenze tecniche tra le varie scuole di Hung Gar. Lam ha reso il kung fu accessibile a tutti, aprendo le porte dell'insegnamento mentre, come sappiamo, per generazioni si era trasmesso solo all'interno dello stesso nucleo familiare. Per facilitarne la diffusione pubblicò anche tre volumi sull'Hung Gar (1917), ciò testimoniava la grande apertura mentale del maestro in accordo con i tempi e la società in fase di cambiamento.

### Chiu Kao (1895-1995)
Chiu Kao nasce il 3 agosto del 1895 nella Contea di Samkong in provincia di Canton. All'età di 12 anni lascia la casa natale e si reca in Malesia con suo zio a lavorare come minatore. Molti cinesi hanno lavorato nelle miniere in quei tempi, a causa della gran povertà della Cina. In ogni modo la condizione di vita e di lavoro per i minatori, era altresì povera e lasciava spazio persino a maltrattamenti e angherie. Motivo per il quale Chiu Kao, decise di intraprendere lo studio del KungFu, per potersi difendere. Tutto ebbe inizio durante una visita alla città di Singapore, quando il giovane Chiu Kao, ormai di 14 anni, assistette ad un combattimento del famoso Wong Yuk Jai, esperto nell’Hung Gar, contro Ha Saan Fu, conosciuto esponente del KungFu interno. Di questo ultimo si affermò che avesse ucciso due buoi con le proprie mani e senza l'ausilio d’alcuna arma. In ogni modo, quando la lotta ebbe inizio, Ha Saan Fu attacco per primo, dalla destra. Wong Yuk Jai bloccò, per opporsi, con un colpo d'incontro, così veloce e potente, che Ha Saan Fu si abbatté morto sul pavimento. Da questo, Chiu Kao non ebbe dubbi, avrebbe appreso l’Hung Gar, perché era risultato essere il Kung Fu superiore che lui cercava. Si recò immediatamente da Wong Sai Wing (studente di Wong Fei Hung), lo zio di Wong Yuk Jai, e divenne suo studente (inizio pratica 1909). Quando Chiu Kao compì 27 anni, aveva conservato soldi sufficienti per ritornare in Cina. Durante il viaggio conobbe Siu Ying (sua futura moglie), la quale decise di andare in Cina con lui. Durante il viaggio fece tappa a Hong Kong e seppero del fatto che il famoso Lam Sai Wing insegnava lì. Perciò pensarono di rimanere a Hong Kong (1922) e di addestrarsi alla "Lam Sai Wing Art National Association" seconda filiale (Lam Sai Wing Gwon Seut Dai Yat Ji Bou). Nel 1931, ormai adulto (36 anni, dei quali 22 di pratica), aprì la sua scuola (12 anni prima della morte di Lam Sai Wing), dove insegnò Hung Gar insieme con sua moglie Siu Ying. Nel 1941, a causa della guerra col Giappone, chiuse momentaneamente la scuola e si recò a Canton a lavorare come dottore erborista (Chiu Kao è stato un ottimo medico tradizionale). Nel 1945 fece ritorno a Hong Kong e riaprì la sua scuola. Chiu Kao, non si limitò solo all'insegnamento, partecipò anche a taluni campionati, vincendo il primo premio con la forma dei coltelli farfalla e con una a mani nude (Fu Hok Seung Ying kuen), nel Campionato di Canton, nel 1956 (61 anni). Nel 1957 ha rappresentato Canton ai campionati cinesi di WuShu, vincendo il secondo premio. All'età di 75 anni (1970) dopo aver insegnato per 40 anni, Chiu Kao decise di andare in pensione e lasciò, in eredità, la scuola ai figli Chiu Wai e Chiu Chi Ling. Chiu Kao muore il 20 febbraio del 1995, all'età di 100 anni in piena serenità.

### Chan Hon-chung (1909-1991)
A 19 anni, si recò a Hong Kong, dove entrò a far parte della Società d'arti marziali di Lam Sai-wing diventando uno dei suoi allievi migliori. Nel 1936 si recò a Canton per affari, ai tempi delle aggressioni giapponesi la Cina si preparava per la guerra e a ChanHon Chun fu chiesto di allenare le nuove compagnie di spadaccini. Nel 1938 tornò a Hong Kong dove istituì l'Hong Chung Gimnasium e praticò tutta la vita il Dit Ta (la medicina cinese). Nel 1970 fondò l'Hong Kong Chinese Martial Art Association tutt'oggi esistente e alla quale aderiscono molti maestri di grande fama. Nel 1973 fu premiato dalla regina Elisabetta II con una medaglia al merito per i suoi contributi sociali. Morì nel 1991.

## Armi
- Bastone due teste  (Seung Tou Guan)
- Bastone della famiglia Lau (Lau gar Guan)
- Doppi coltelli a farfalla (Seung Wu dip Dou)
- Grande palo (Tai Guan /Pa Qua Guan)
- Spada curva (Daan Dou)
- Lancia (Ying Cheong)
- Forcone (Tai Pa)
- Spada dritta (Kim)
- Alabarda (Kwan Dou)
- Panca (Kiu Dung)

Queste sono le armi principali adottate dallo stile Hung Gar. Secondo la tradizione cinese possono essere divise in armi Yin e Yang. Le prime sono considerate armi femminili, veloci, leggere e precise, come la spada dritta; le altre invece sono maschili, più lente, forti e potenti, come l'alabarda. Può essere fatta inoltre un'altra distinzione: armi proprie ed armi improprie. Le prime nascono con lo specifico intento di essere utilizzate quali armi; le seconde invece, in origine non lo erano, ma invece strumenti di lavoro, spesso di origine rurale (come il bastone a due teste o il forcone) o a volte provenienti da altri mestieri (come i coltelli a farfalla, strumenti da lavoro di macelleria). Questa tipologia di armi perciò entrò solo successivamente a far parte della tradizione marziale, quando lo stile cominciò a diffondersi e ad essere praticato dalla popolazione.

## Forme principali
- Moi Fa Kuen ( Pugno del fiore di pruno)
- Lau Gar Kuen (Pugno della famiglia Lau)
- Gong Ji Fook Fu Kuen, 字伏虎拳, ( ideogramma della forza, sottomettere la tigre) 工
- Wu Dip Jeung (Forma dei palmi a farfalla)
- Fu Hok Seung Ying Kuen (Doppia forma della tigre e della gru)
- Ng Ying Kuen (forma dei cinque animali)
- Sap Ying Kuen (Pugno delle dieci vie o dei dieci modelli (5 animali - 5 elementi))
- Tid Sin Kuen (Pugno del filo di ferro)
- Sap Juet Sao ("10 palmi che uccidono")
- Loon Kow Tit Kiu Kune ("Ponte dei 9 draghi")